# Street Fighter II V
Street Fighter II V (ストリートファイターII V, auch Street Fighter II Victory) ist eine Anime-Fernsehserie, die auf den Konsolenspielen, der Street-Fighter-II-Reihe, der Firma Capcom basiert. Wie der Film Street Fighter II – The Animated Movie entstand die Serie unter der Regie von Gisaburo Sugii im Animationsstudio Group TAC und ist dem Seinen- und Sentai-Genre zuzuordnen.

## Handlung

### Vorgeschichte
Der Japaner Ryu lebt auf der Insel Mikunai und erhält einen Brief von seinem alten Freund und früheren Trainingspartner Ken Masters, der ihn zu sich in die USA einlädt. Ken lebt mit seinen Eltern in San Francisco und beeindruckt Ryu mit dem Reichtum der Familie. Die beiden 17-jährigen besuchen die häufig vom US-Militär besuchte Kneipe Mt. Fuji. Dort provoziert Ken einen Streit mit einigen Soldaten, die ihm und Ryu in der folgenden Schlägerei unterliegen. Nach dem Eintreffen von deren Kommandanten, Sergeant Guile, kommt es zu einem Kampf zwischen ihm und Ryu. Guile besiegt Ryu und Ken fordert den Sergeant am folgenden Tag auf dem Luftwaffenstützpunkt heraus. Auch er verliert gegen Guile, ist aber von dessen Kampfstil beeindruckt. Ken
schlägt Ryu deshalb eine Reise um die Welt vor, um auf andere „Street Fighter“ zu treffen und so in den Kämpfen ihre Kampfkünste und -techniken zu verbessern.

### Die Trainingsreise
In Hongkong treffen sie auf die 15-jährige Chun-li, deren Vater Dorai ein berühmtes Dojo leitet und Polizeichef ist. Nachdem die drei im Kowloon Palace, einem für Kriminelle abgeriegelten Areal in Hongkong, einige Banden aufmischen, erhält Ken am nächsten Tag die Chance sich mit dem berühmten Schauspielkämpfer Fei-long zu messen. Während Ken und Chunli einkaufen, trifft Ryu auf einen alten Chinesen, der in seiner Gegenwart eine alte Kampftechnik anwendet, um sich selbst zu heilen. Von ihm lernt Ryu die Bedeutung des Ki kennen, versagt aber in der Übung dieser Technik, die Energien aus der Umgebung zu bündeln und dann vielfältig einzusetzen. Darüber hinaus werden sie von Leuten der Ashura, einer Mafiabande, angegriffen.
In Thailand beabsichtigen Ryu und Ken, die Kampfkunst des Muay Thai zu erlernen. Am Flughafen werden Ryu von der Ashura Drogen untergesteckt und er kommt ins Gefängnis, wo er auf den legendären Muay Thai-Champion Sagat trifft. Während sich Ryu dort durchbeißen muss, setzt Ken durch die Macht und das Geld seines Vaters alle Hebel in Bewegung, um Ryu und, auf dessen Wunsch, Sagat, zu befreien. Dieser verweist die beiden nach Indien, wo sie einen mysteriösen Mönch namens Dhalsim aufsuchen sollen, der sich mit der Kunst des Hadou auskenne.
Auf einigen Umwegen erreichen die beiden Dhalsim, der sich jedoch weigert, ihnen das Hadou beizubringen, bis sie die Bestien in sich bezwungen haben. Er stellt sie vor eine harte, spirituelle Prüfung, die sie gerade so lebend überstehen. Nachdem die beiden Dhalsims Dorf halfen, eine Diebesbande loszuwerden, erklärte dieser sich jedoch bereit ihnen zu helfen. Dhalsim beherrscht das Hadou zur „Reinigung und Heilung“, eines der sieben Hadous. Beim grundlegenden Versuch seine Energien zu bündeln erwacht die Technik des Hadou-Ken in Ryu, einer Technik, die es ihm ermöglicht, einen Energiestrahl aus purer Energie als Kampfkunst einzusetzen.

### Shadowlaw
Von Indien an reisen die beiden mit Chunli und Dorai, der zu einer internationalen Versammlung reist, nach Spanien, wo sie dem psychopathischen Torero Vega begegnen. Vega verführt Chunli, welche mit Ken eine abendliche VIP-Feier besucht, die sich jedoch zu einem „Cage Deathmatch“ zwischen Ken und Vega entwickelt, das beide nur bewusstlos und schwer verwundet überstehen. Als die beiden mit Chunli abtransportiert werden, offenbart sich Bison, der Meister von Shadowlaw, einer kriminellen Organisation. Dieser liefert sich einen Kampf mit Chunli, den dieser nur als Spiel sieht, und den sie unmöglich gewinnen kann. Derweil trainiert Ryu alleine am Strand das Hadou-Ken. Als Bison das auf seinem Weg zum Cage Match bemerkt, lässt er ihn von Zangief gefangen nehmen. Auf Bisons geheimem Inselareal angekommen, wo auch Ken und Chunli gefangen gehalten werden, liefert sich Bison einen Kampf mit Ryu, in dem er seine Psychopower mit Ryus Hadou-Ken misst.
Chunlis Vater wird von Balrog, einem Shadowlaw-Agenten, auf höchster Ebene als gefährlich eingestuft. Er heuert daraufhin die Auftragskillerin Cammy White an, ihn zu töten, was ihr scheinbar gelingt. Währenddessen reist Feilong nach Spanien, um einen neuen Film zu drehen. Am Flughafen erfährt er aus den Nachrichten, dass Dorai gestorben ist und begibt sich sofort ins Krankenhaus. Dort erfährt er, dass Dorai das Opfer eines Attentats geworden ist und knapp überlebt hat. Aus Sicherheitsgründen wird Dorais Überleben jedoch geheim gehalten, um die Drahtzieher hinter dem Attentat ausfindig machen können. Balrog unterrichtet Cammy darüber, dass Dorai überlebt hat und sie begibt sich ins Krankenhaus, um ihren Auftrag zu beenden. Dort wird sie von Feilong angegriffen, der das Leben von Dorei verteidigt. Als Cammy erkennt, dass sie von Shadowlaw benutzt wurde, verschont sie Dorai und attackiert stattdessen Balrog und tötet ihn beinahe. Bevor dieser stirbt lässt sie von ihm ab und übergibt Balrog an Feilong. Währenddessen hat Bison an Kens Vater eine riesige Lösegeldforderung gestellt, die diesen in den Ruin treiben würde. Jedoch ist dessen alter Schulfreund inzwischen Chef der CIA, der Sergeant Guile und dessen Partner Nash anheuert, die Bisons Geheimversteck in Erfahrung bringen und versuchen sollen, Ken und Ryu zu befreien.
Bison hat einen Chip entwickelt, der es ihm ermöglicht, den Verstand und damit den Körper von Menschen zu kontrollieren und die Kräfte dieses Menschen zu erhöhen. Chunli und Ryu werden seine Testobjekte. Derweil erlangt Ken Kontrolle über die Kunst des Hadou und entwickelt sein Hadou Sho Ryu. Diese Attacke nutzt er, um sich zu befreien, und sucht nach Chunli, muss jedoch gegen seinen kontrollierten Freund Ryu antreten. Der Zusammenstoß der beiden Hadous zerstört den Chip und gemeinsam suchen die beiden nach Bison. Derweil sind auch Nash und Guile eingetroffen. Während Guile jedoch Zangief bekämpft, wird Nash von Bison ermordet. Noch bevor Bison Guile töten kann, erfährt er von Ryu und begibt sich zu diesem, während er Chunli befiehlt, Guile zu beseitigen. Zusammen kämpfen schließlich Ken und Ryu gegen Bison, der von einem mysteriösen Adlerkopf ausgehend gewaltige übernatürliche Kräfte hat, die er in seine Kampftechnik mit einbindet. Zu zweit gelingt es ihnen schließlich durch den Zusammenstoß von Bisons Kräften und der Macht des Hadou Bison und mit ihm Shadowlaw zu vernichten.

## Entstehung aus den Spielen
Capcom veröffentlichte im Laufe der Jahre zahlreiche Street Fighter II-Konsolenspiele, bei denen sich feste Charaktere etablierten, die beständig erweitert wurden. Dabei wurde jeder Charakter mit einer Nationalität und einem persönlichen Hintergrund versehen. Der Inhalt der Spiele ist es mit verschiedenen Kampfsportarten und dazu einigen übernatürlichen Spezialattacken, je nach Charakter, seinen Gegner zu bezwingen.
Darauf basierend wurden die Anime-Filme Street Fighter II – The Animated Movie, Street Fighter Zero, Street Fighter Zero 2 und die Anime-Serie Street Fighter II V entwickelt.

## Produktion und Veröffentlichung
Die Serie mit 29 Folgen wurde 1995 von Group TAC unter der Regie von Gisaburō Sugii produziert. Die Idee stammt von Kenichi Imai und die künstlerische Leitung übernahm Junichiro Nishikawa. Der Anime wurde vom 10. April bis zum 27. November 1995 durch den japanischen Fernsehsender Yomiuri TV ausgestrahlt.
Der Anime wurde auf Portugiesisch in Brasilien im Fernsehen gezeigt. Eine englische Fassung der Serie wurde von mehreren Sendern ausgestrahlt und in Großbritannien und Australien auf DVD veröffentlicht. Weitere Ausstrahlungen erfolgten auf Spanisch, Französisch, Italienisch und Tagalog.
Die japanische Originalversion erschien bei ACOG auf VHS mit deutschen Untertiteln. Sie wurde durch den Sender VOX ausgestrahlt, der die einzelnen Folgen zu mehreren Filmen zusammenschnitt.

### Synchronisation
| Rolle   | japanischer Sprecher (Seiyū) |
| ------- | ---------------------------- |
| Ken     | Kenji Haga                   |
| Ryu     | Kōji Tsujitani               |
| M.Bison | Tomomichi Nishimura          |
| Feilong | Kazuki Yao                   |

### Musik
Die Musik der Serie stammt von Chage and Aska und Masahiro Kawasaki. Die Vorspanntitel sind Kaze Fuiteru von Yuki Kuroda und Ima, ashita no tame ni von Shuji Honda. Von diesen stammen auch, in gleicher Reihenfolge, die Abspannlieder Cry und Lonely Baby.